# 一条戻橋
一条戻橋（いちじょうもどりばし）は、京都市上京区の、堀川に架けられている一条通の橋である。単に戻橋ともいう。

## 概要
794年の平安京造営に際し、平安京の京域の北を限る通り「一条大路」に堀川を渡る橋として架橋された。橋そのものは何度も作り直されているが、現在も当時と同じ場所にある。平安中期以降、堀川右岸から右京にかけては衰退著しかったために、堀川を渡ること、即ち戻り橋を渡ることには特別の意味が生じ、さまざまな伝承や風習が生まれる背景となった。
現在の橋は1995年（平成7年）に架け直されたものである。一条戻橋の近くにある晴明神社には、それ以前の一条戻橋を実際の部材を使って再現したミニチュアがある。江戸時代の戻り橋の様子は『都名所図会』の挿絵によって知ることができる。
交差する堀川通りには「一条戻橋・晴明神社前」というバス停も存在する。
また知名度の高さからTVドラマなどでの撮影もよく行われている。

## 伝承
「戻橋」という名前の由来については『撰集抄』巻七で、延喜18年（918年）12月に漢学者三善清行の葬列がこの橋を通った際、父の死を聞いて急ぎ帰ってきた熊野で修行中の子浄蔵が棺にすがって祈ると、清行が雷鳴とともに一時生き返り、父子が抱き合ったという。
『平家物語』剣巻には次のような話がある。摂津源氏の源頼光の頼光四天王筆頭の渡辺綱が夜中に戻橋のたもとを通りかかると、美しい女性がおり、夜も更けて恐ろしいので家まで送ってほしいと頼まれた。綱はこんな夜中に女が一人でいるとは怪しいと思いながらも、それを引き受け馬に乗せた。すると女はたちまち鬼に姿を変え、綱の髪をつかんで愛宕山の方向へ飛んで行った。綱は鬼の腕を太刀で切り落として逃げることができた。腕は摂津国渡辺（大阪市中央区）の渡辺綱の屋敷に置かれていたが、綱の義母に化けた鬼が取り戻しに来たとされる。
戻橋は橋占の名所でもあった。『源平盛衰記』巻十によれば、高倉天皇の中宮建礼門院の出産のときに、その母の二位殿が一条戻橋で橋占を行った。このとき、12人の童子が手を打ち鳴らしながら橋を渡り、生まれた皇子（後の安徳天皇）の将来を予言する歌を歌ったという。その童子は、陰陽師・安倍晴明が一条戻橋の下に隠していた十二神将の化身であろうと書かれている。安倍晴明は十二神将を式神として使役し家の中に置いていたが、彼の妻がその顔を怖がったので、晴明は十二神将を戻橋の下に置き、必要なときに召喚していたという。
戦国時代には細川晴元により三好長慶の家臣和田新五郎がここで鋸挽きにされ、安土桃山時代には豊臣秀吉により島津歳久と千利休が梟首された。また秀吉のキリスト教禁教令のもと、1597年には、日本二十六聖人と呼ばれるキリスト教殉教者は、ここで見せしめに耳たぶを切り落とされ、殉教地長崎へと向かわされた。ただし、利休の首は「聚楽大橋」のたもとに曝されたとの記録もあり、この頃戻り橋の名は聚楽大橋すなわち現在の中立売橋に移転されていたと考えられている。徳川和子の入内行列が中立売橋を渡る際、幕府は戻り橋の名を嫌って「万年橋」と改名したが、京童の間には定着しなかった。
嫁入り前の女性や縁談に関わる人々は嫁が実家に戻って来てはいけないという意味から、この橋に近づかないという慣習がある。逆に太平洋戦争中、応召兵とその家族は無事に戻ってくるよう願ってこの橋に渡りに来ることがあった。
なお、かつて一条戻橋のそばには妓楼があり、「綱」という遊女がいた。無論、一条戻橋で渡辺綱が美女（実は鬼）と遭遇したという伝説に因んだ源氏名である。彼女の馴染客のひとりに与謝蕪村がおり、「羽織着て　綱も聞く夜や　河ちどり」という艶冶な句を詠んでいる。

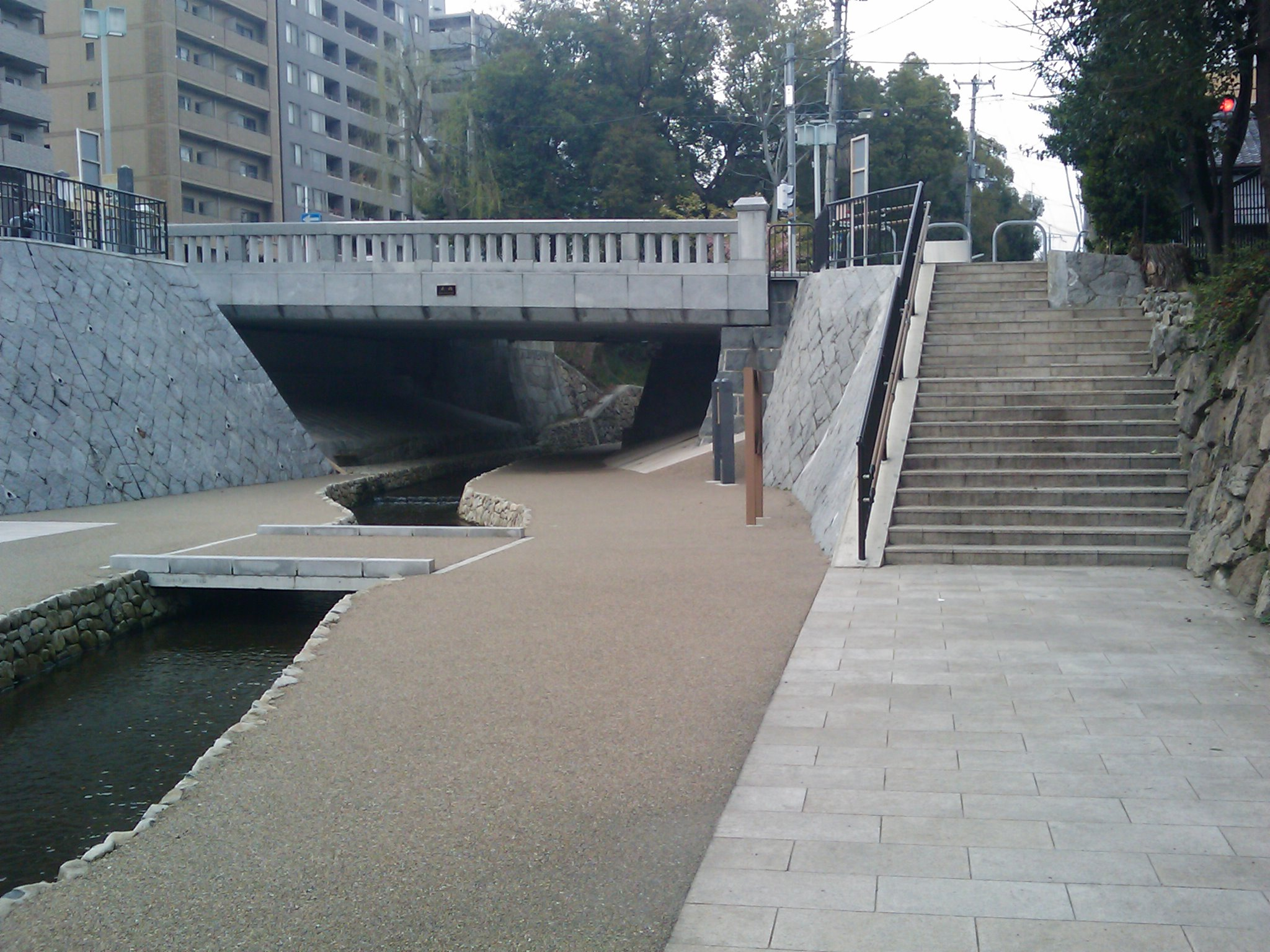
遊歩道から北に見る戻り橋
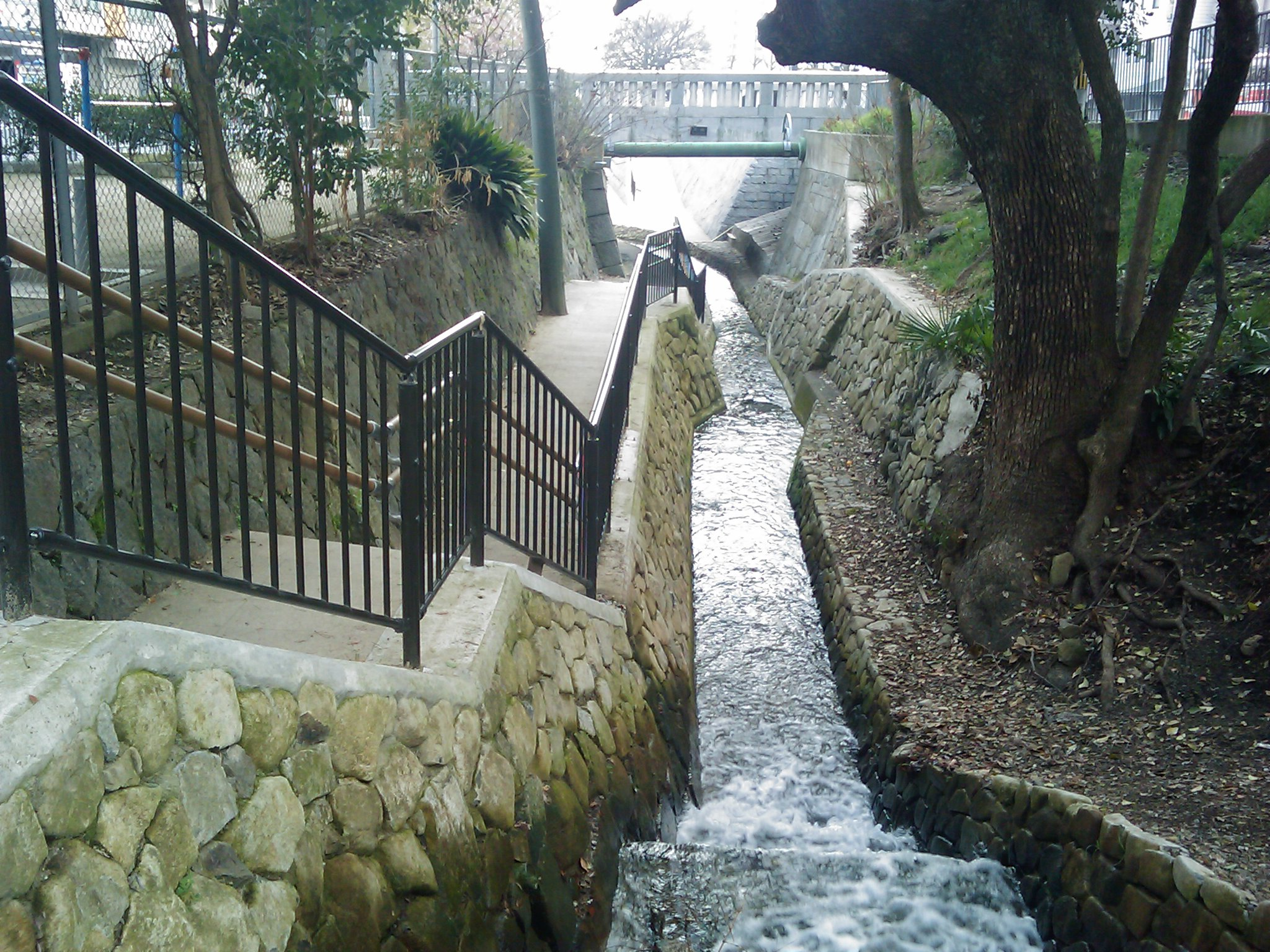
上流から南側に見た戻り橋
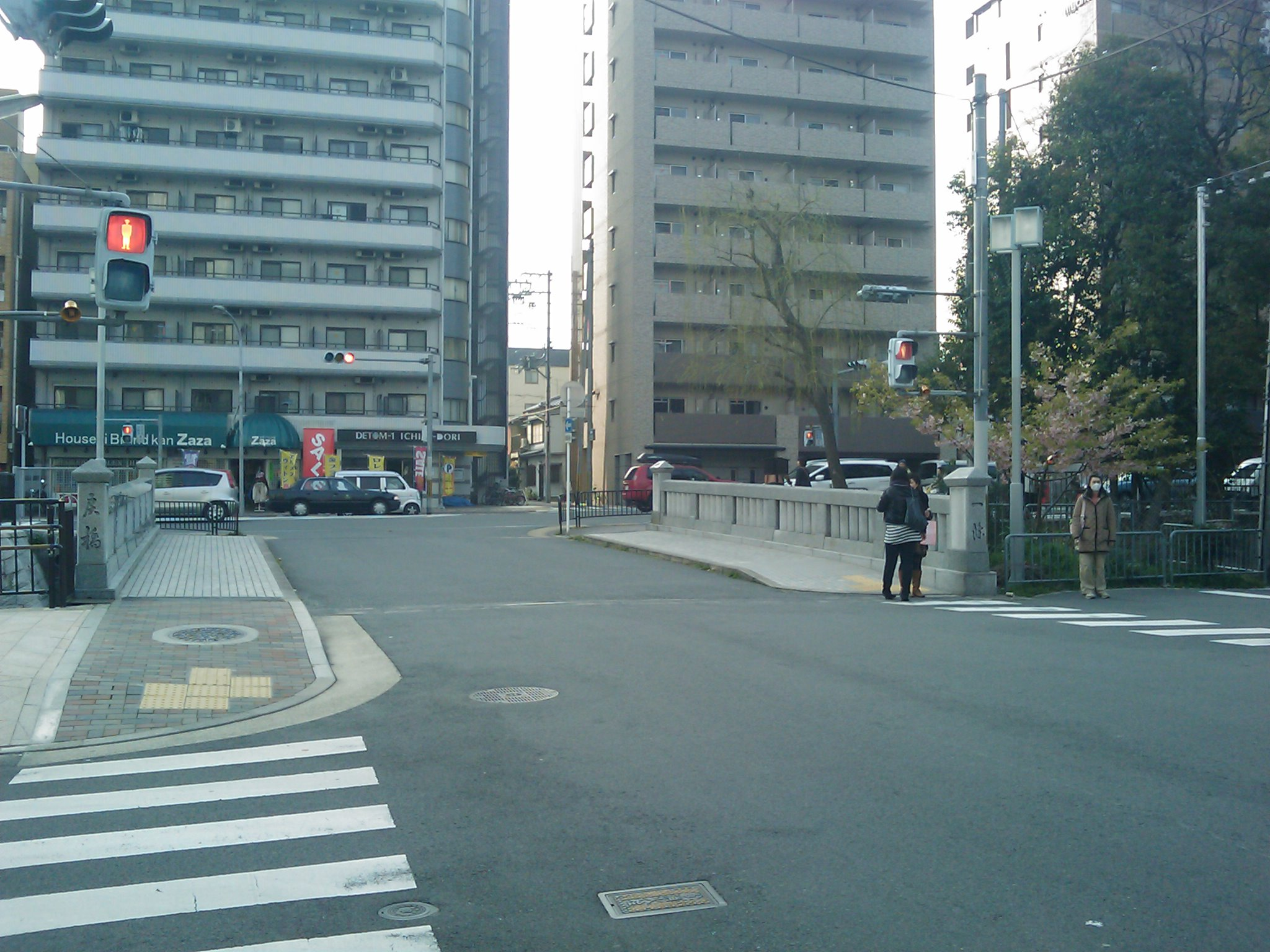
一条通から見た戻り橋
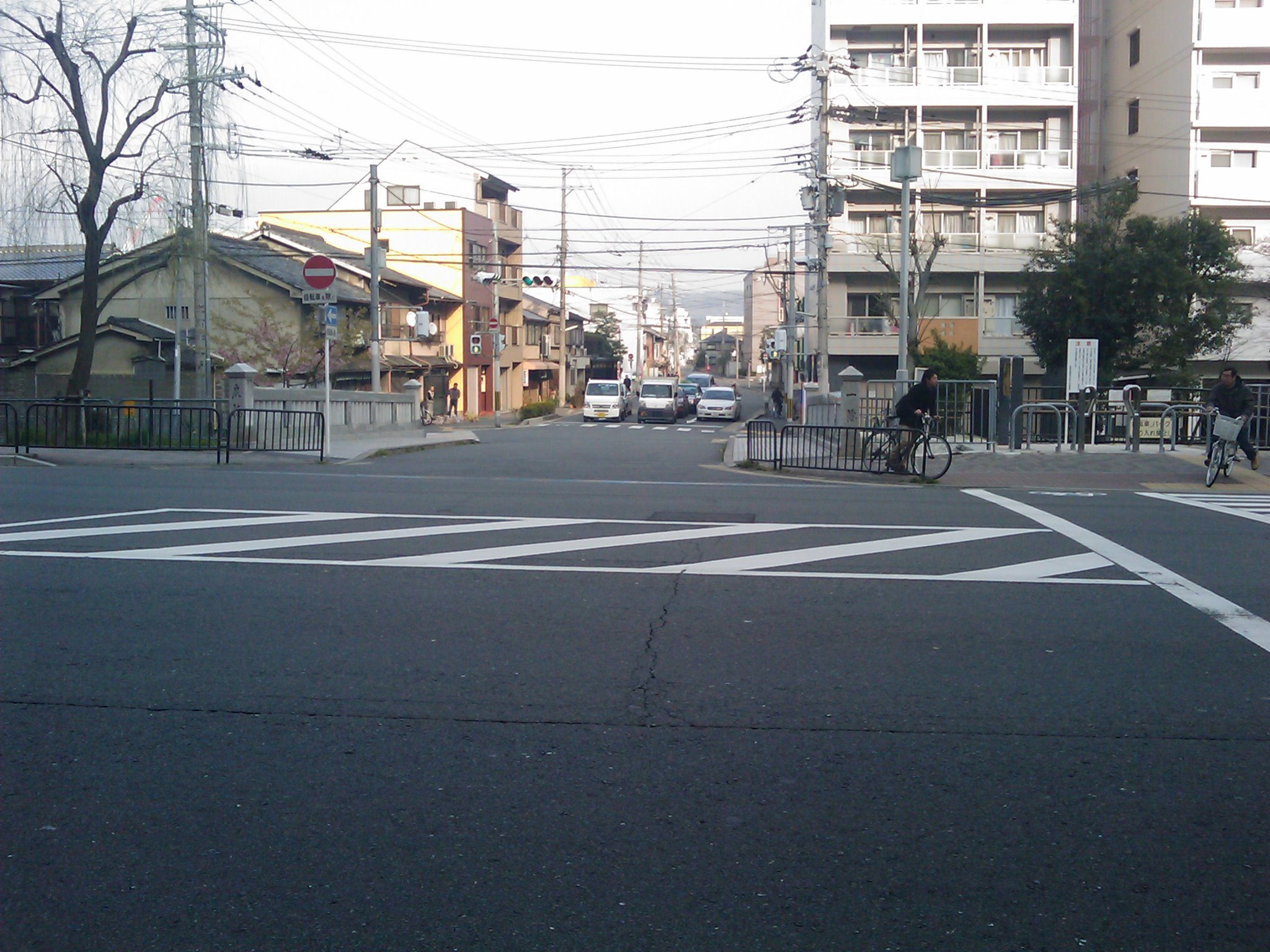
堀川通から見た戻り橋
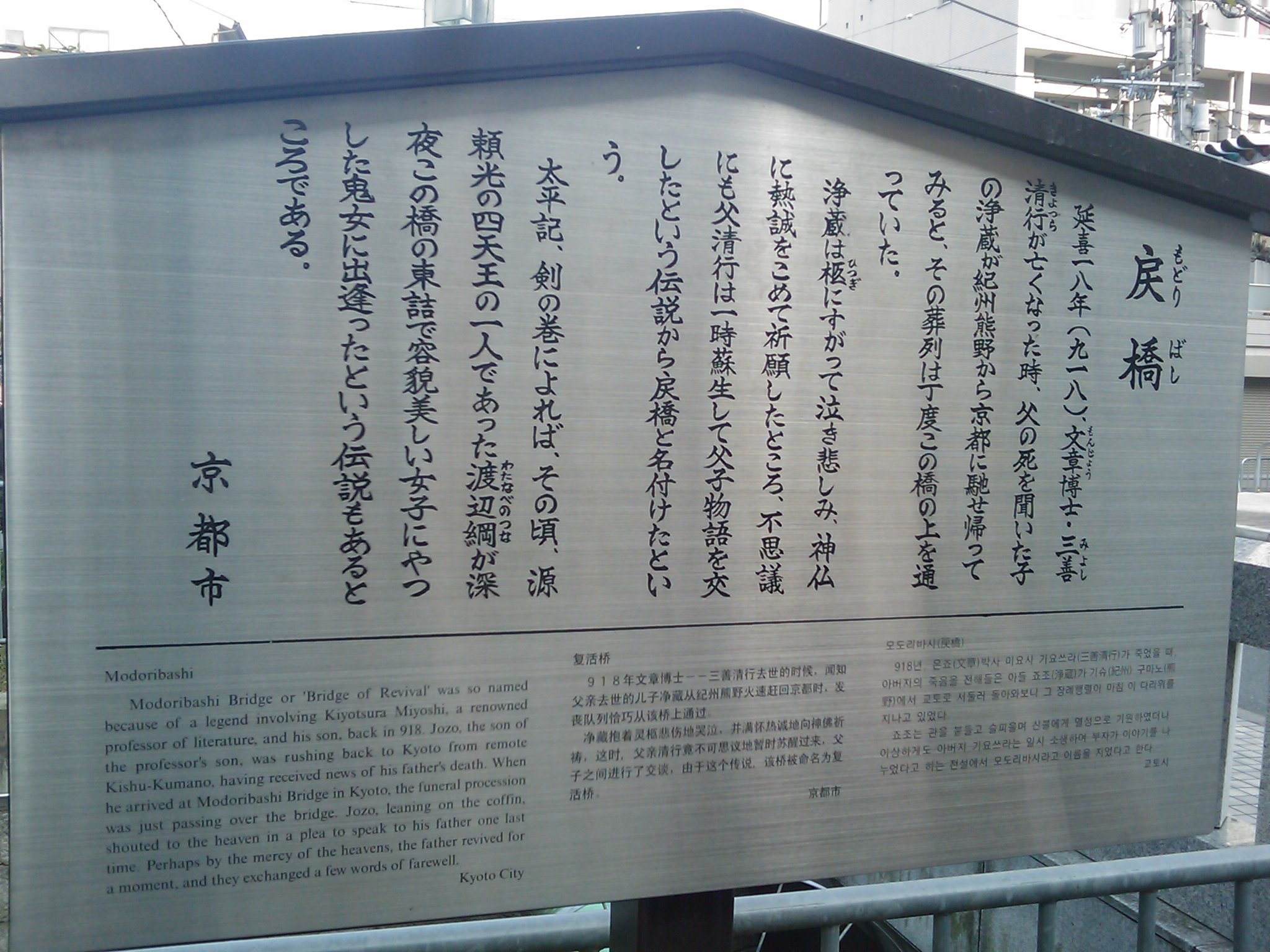
由来を伝える京都市設置の駒札

## 文芸
- 歌舞伎（新古演劇十種の1つ）・日本舞踊・常磐津節『戻橋恋の角文字（戻橋）』

## 交通
- 京都市営バス 一条戻橋・晴明神社前バス停下車[1]。